# 公務公共サービス労働組合協議会
公務公共サービス労働組合協議会（こうむこうきょうサービスろうどうくみあいきょうぎかい、略称：公務労協（こうむろうきょう）、英語：Alliance of Public Services Workers Unions、略称：APU）は、日本の公務員や独立行政法人職員、政府関係企業職員などがつくる労働組合の協議会組織である。2003年10月に、公務員共闘・公労協・全官公の3組織が解散・統合して結成された。

## 概要
公務員や独立行政法人および特殊法人等の職員（官公労働者、公務労働者などと呼ぶ）がつくる労働組合（官公労）から構成される。加盟単組は9（オブザーバー加盟込みで10）、組合員数は2015年6月30日現在、117万8,750人である。オブザーバー加盟のJP労組を加えると141万7686人であり、官公労組の連絡協議組織としては公務労組連絡会（全労連系）を超え、最大である。
2003年10月に、連合官公部門連絡会を構成する14組合（組合員総数180万人）によって、従来の協議会組織であった公労協、公務員共闘、全官公を解散・統合させ、公務・公共部門労働者の共闘組織として新たに結成された。結成当初の構成は、自治労（当時99万3,800人）、日教組（33万1,300人）、全逓（14万9,400人）、国公連合（13万2,000人）、全郵政（8万7,700人）、都市交（3万6,200人）、全水道（3万1,200人）、全林野（6,500人）、全印刷（5,000人）、自治労連（4,500人）、全造幣（1,100人）、日林労（860人）、統計労組（60人）の13加盟組合と、オブザーバー加盟の日高教（1万5,000人）となっていた。すべての加盟単組が日本労働組合総連合会（連合）にも加盟しているが、形式的には連合とは別の団体である。現在の加盟組合数は組合の統合・解散により現在10組合となっている。
2010年10月20日の第8回総会にて、それまでオブザーバー加盟であった日本高等学校教職員組合（日高教・鞠町）の正式加盟を承認した。

## 加盟組合
| 組合名                   | 略称     | 組合員数            |
| ------------------------ | -------- | ------------------- |
| 全日本自治団体労働組合   | 自治労   | 806,987             |
| 日本教職員組合           | 日教組   | 246,011             |
| 国公関連労働組合連合会   | 国公連合 | 85,783              |
| 全日本水道労働組合       | 全水道   | 20,572              |
| 日本高等学校教職員組合   | 日高教   | 9,000               |
| 全国自治団体労働組合連合 | 自治労連 | 4,273               |
| 全印刷局労働組合         | 全印刷   | 4,248               |
| 全国林野関連労働組合     | 林野労組 | 4,129               |
| 全造幣労働組合           | 全造幣   | 872                 |
| 日本郵政グループ労働組合 | JP労組   | 238,936（オブ加盟） |

- 全日本自治団体労働組合（自治労）

地方公共団体とその関連機関職員でつくる産業別労働組合である。労働組合基礎調査によると2011年6月30日現在、2,874単一組合ならびに4,818単位組合を組織し、組合員数は約83万6,261人（公称82万7,000人）となっている。旧加盟ナショナルセンターは総評である。2013年6月、公営交通事業の産別であった日本都市交通労働組合（都市交）と組織統合した。
- 日本教職員組合 （日教組）

初等・中等学校の産業別労働組合である。357単一組合、853単位組合を組織し、組合員数は27万3,059人（公称30万人）となっている。1947年6月8日に結成された。旧加盟ナショナルセンターは総評である。
- 国公関連労働組合連合会（国公連合）

国家公務員、独立行政法人および特殊法人等の職員でつくる産業別労働組合である。83単一組合、127,903単位組合を組織し、組合員数は約10万2,408人（公称10万5,850人）である。2001年10月26日に、旧総評系の国公総連や政労連、旧同盟系の国税労組などが結成した。
- 全日本水道労働組合（全水道）

公営上下水道事業の産業別労働組合である。120単一組合、167単位組合を組織し、組合員数は2万2,579人（公称2万4,000人）となっている。
- 日本高等学校教職員組合（日高教・鞠町）

高等学校の産業別労働組合である。7単一組合、18単位組合を組織し、組合員数は9,749人（公称5,000人）となっている。1962年2月28日の結成以来、ナショナルセンターには所属していない。2003年10月に連合に「友好参加組織」として加盟したので、厳密には純中立ではなくなっているが、労働組合基礎調査では現在も「連合・全労連・全労協に加盟しないその他の主要組合」として扱われている。
- 全国自治団体労働組合連合（連合・自治労連）

地方公共団体とその関連機関職員でつくる産業別労働組合である。26単位組合、26単一組合を組織し、組合員数は3,428人（公称3,229人）となっている。旧加盟ナショナルセンターは同盟である。
- 全国林野関連労働組合（林野労組）

国有林野事業の単一労働組合である。147単位組合を組織し、組合員数は4,782人（公称4,683人）となっている。全日本森林林業木材関連産業労働組合連合会（森林労連）を介して連合に加盟している。全林野と日林労が統合し、2006年2月10日に結成された。
- 全印刷局労働組合（全印刷）

国立印刷局の単一労働組合である。10単位組合を組織し、組合員数は約4,441人となっている。旧加盟ナショナルセンターは総評である。旧公労協を構成していた。
- 全造幣労働組合（全造幣）

造幣局の単位労働組合である。組合員数は公称950人となっている。旧加盟ナショナルセンターは総評である。旧公労協にも加盟していた。
オブザーバー加盟
- 日本郵政グループ労働組合（JP労組）

日本郵政グループの単一労働組合である。562の単位組合を組織し、23万1,752人の組合員をかかえる。2007年10月にJPUと全郵政が統合して結成された。

### 旧加盟組合
- 日本都市交通労働組合（都市交）

公営交通事業の産業別労働組合であり、1947年1月26日に1947年、東京、大阪、名古屋などの交通事業の9組合3万2,000人で日本都市交通労働組合連合会（都市交通）として結成され、1977年に名称を組織の単一化に伴い解散時の名称に改めた。旧加盟ナショナルセンターは総評であった。加盟組合数は、2011年6月も時点で28単一組合、108単位組合で、組合員数は約2万6,289人（公称2万2,847人）であった。2013年5月解散し、翌6月に自治労に組織統合するとともに、自治労機関の都市公共交通評議会（都市交評）に移行した。
- 総務省統計労働組合（統計労組）

総務省統計局の単位労働組合であり、前身は総理府統計局労働組合である。1962年に結成された。旧加盟ナショナルセンターは同盟である。2005年3月に、統計局が独立行政法人統計センターに移行したのち、組合員が極端に減少して解散した。最後の労働組合基礎調査となった2006年度の調査によると、2006年6月30日時点の組合員数は30人だった。全官公（同盟系）の国公労として連合に加盟していたが、国公連合結成後も最後までその傘下に入らず、連合の加盟単組という地位にとどまった。
以下の2労組は　2007年10月にJP労組に統合した。
- 日本郵政公社労働組合（JPU）

1950年に全逓従が全電通を分離し全逓信労働組合（全逓）に改称して出発した。日本郵政公社の発足を受けて、日本郵政公社労働組合に改称した。旧加盟ナショナルセンターは総評である。旧公労協の中核組合の1つであった。
- 全日本郵政労働組合（全郵政）

1965年に結成された。旧加盟ナショナルセンターは同盟である。
以下の2組合は　2006年2月に統合し、林野労組へ移行した。
- 全林野労働組合（全林野）

旧加盟ナショナルセンターは総評である。
- 日本林業労働組合（日林労）

旧加盟ナショナルセンターは同盟である。

## 機関
公務労協の最高議決機関は年1回開かれる「総会」である。総会は執行部から前年度の取組みの報告と決算監査報告を受け、当年度活動方針及び予算を決定し、役員として議長、副議長、事務局長、副事務局長、会計監査及び運営委員を選出する。運営委員は公務労協の日常的な議決機関である運営委員会を構成する。運営委員会の下には事務局、企画調整会議、国家公務員関係部会、地方公務員部会及び公務員連絡会などの中央機関が置かれている。また地方組織として2011年現在、18都県をのぞいた29道府県で地方公務労協が結成されている（2011年10月開催第9回総会の「第1号議案」より）。
2部会と公務員連絡会は対応する人事行政機関に対する交渉・陳情にあたる。地公部会は総務省や全国人事委員会連合会など全国的な地方公務員の人事行政関係機関を交渉相手としている。人事院勧告のような国家公務員の人事行政は、地方公務員に与える影響も大きいため、地方公務員の組合を含めた公務員連絡会として人事院等の国の人事行政機関との交渉することもある。
結成当初から2012年度までは非現業国家公務員と地方公務員の組合がつくる「公務員連絡会」（公務員労働組合連絡会または公務員部会とも呼ばれた）と「国営関係部会」の2つの部会が置かれ、公務員連絡会内の部会として地方公務員の組合でつくる「地方公務員部会」（地公部）が置かれていた。2013年度から林野労組の組織する国有林野事業職員が一般の国家公務員と同じ公務員制度に組み込まれるのに伴い、現在の国家公務員関係部会及び地方公務員部会の2部会と公務員連絡会に再編された。
国営関係部会は発足当初は日本郵政公社、国有林野事業（林野庁）、国立印刷局及び造幣局の職員の労組（JPU、全郵政、全林野、日林労、全印刷及び全造幣の6労組）で構成されていた。これらの国営企業の職員には旧「特定独立行政法人の労働関係に関する法律」（特労法）により団体協約の締結による労働条件の決定が認められるなど、一般の国家公務員とは異なった公務員制度が適用されていたためである。2007年10月の郵政民営化によりJPUと全郵政がJP労組に統合した上でオブザーバー加盟に転じ規模を大きく縮小させた。2012年6月には国有林野事業を一般会計事業化する「国有林野の有する公益的機能の維持増進を図るための国有林野の管理経営に関する法律等の一部を改正する等の法律」が成立し、2013年4月1日の施行をもって、国有林野事業職員・林野労組は特労法の対象から外れることとなったため、2013年3月31日をもって国営関係部会は解散し、4月1日付けで、国公連合、林野労組、全印刷、全造幣、JP労組（オブ加盟）で構成する「国家公務員関係部会」が発足した（結成総会は4月19日）。
国家公務員関係部会の結成にあわせて、もう一つの部会であった公務員労働組合連絡会（公務員部会）は部会としての位置づけから外され、交渉体に特化した部会とは別組織として移行するとともに、地公部会は公務員連絡会の部会から公務労協の部会へと格上げされた。

## 歴代執行役員
歴代の議長、副議長および事務局長は下表の通りである。括弧内は所属する組合を示している。
| 選出総会                      | 議長                      | 副議長                  | 副議長                     | 副議長                             | 副議長                  | 事務局長          |
| ----------------------------- | ------------------------- | ----------------------- | -------------------------- | ---------------------------------- | ----------------------- | ----------------- |
| 結成総会 （2003年10月15日）   | 人見一夫 (自治労委員長)   |                         |                            | 丸山建藏 (国公連合委員長 ／全農林) |                         | 山本幸司          |
| 第2回総会 （2002年10月18日）  | 人見一夫 (自治労委員長)   | 森越康雄 (日教組委員長) | 菰田義憲 (JPU委員長)       | 丸山建藏 (国公連合委員長 ／全農林) | 宮下彰 (全郵政委員長)   | 山本幸司          |
| 第3回総会 （2005年10月14日）  | 岡部謙治 (自治労委員長)   | 森越康雄 (日教組委員長) | 菰田義憲 (JPU委員長)       | 丸山建藏 (国公連合委員長 ／全農林) | 宮下彰 (全郵政委員長)   | 山本幸司          |
| 第4回総会 （2006年10月16日）  | 岡部謙治 (自治労委員長)   | 森越康雄 (日教組委員長) | 菰田義憲 (JPU委員長)       | 福田精一 (国公連合委員長 ／全農林) | 山口義和 (全郵政委員長) | 山本幸司          |
| 第5回総会 （2007年10月18日）  | 森越康雄 (日教組委員長)   | 岡部謙治 (自治労委員長) | 河田伸夫 (林野労組委員長） | 福田精一 (国公連合委員長 ／全農林) | -                       | 吉澤伸夫 (自治労) |
| 第6回総会 （2008年10月24日）  | 中村讓 (日教組委員長)     | 岡部謙治 (自治労委員長) | 河田伸夫 (林野労組委員長） | 福田精一 (国公連合委員長 ／全農林) | -                       | 吉澤伸夫 (自治労) |
| 第7回総会 （2009年10月16日）  | 中村讓 (日教組委員長)     | 徳永秀昭 (自治労委員長) | 河田伸夫 (林野労組委員長） | 森永栄 (国公連合委員長 ／国税労組) | -                       | 吉澤伸夫 (自治労) |
| 第8回総会 （2010年10月20日）  | 中村讓 (日教組委員長)     | 徳永秀昭 (自治労委員長) | 河田伸夫 (林野労組委員長） | 棚村博美 (国公連合委員長 ／全農林) | -                       | 吉澤伸夫 (自治労) |
| 第9回総会 （2011年10月11日）  | 中村讓 (日教組委員長)     | 徳永秀昭 (自治労委員長) | 河田伸夫 (林野労組委員長） | 棚村博美 (国公連合委員長 ／全農林) | -                       | 吉澤伸夫 (自治労) |
| 第10回総会 （2012年10月25日） | 加藤良輔 （日教組委員長） | 徳永秀昭 (自治労委員長) | 河田伸夫 (林野労組委員長） | 棚村博美 (国公連合委員長 ／全農林) | -                       | 吉澤伸夫 (自治労) |
| 第11回総会 （2013年10月18日） | 加藤良輔 （日教組委員長） | 氏家常雄 (自治労委員長) | 岩﨑春良 (林野労組委員長） | 棚村博美 (国公連合委員長 ／全農林) | -                       | 吉澤伸夫 (自治労) |
| 第12回総会 （2014年10月31日） | 加藤良輔 （日教組委員長） | 氏家常雄 (自治労委員長) | 岩﨑春良 (林野労組委員長） | 石原富雄 (国公連合委員長 ／全農林) | -                       | 吉澤伸夫 (自治労) |
| 第13回総会 （2015年10月30日） | 加藤良輔 （日教組委員長） | 川本淳 (自治労委員長)   | 岩﨑春良 (林野労組委員長） | 石原富雄 (国公連合委員長 ／全農林) | -                       | 吉澤伸夫 (自治労) |
| 第14回総会 （2016年10月28日） | 岡本泰良 (日教組委員長)   | 川本淳 (自治労委員長)   | 岩﨑春良 (林野労組委員長） | 石原富雄 (国公連合委員長 ／全農林) | -                       | 吉澤伸夫 (自治労) |
| 第15回総会 （2017年10月27日） | 泉雄一郎 (日教組委員長)   | 川本淳 (自治労委員長)   | 篠原明 (林野労組委員長）   | 石原富雄 (国公連合委員長 ／全農林) | -                       | 吉澤伸夫 (自治労) |
| 第16回総会 （2018年10月26日） | 岡島真砂樹 (日教組委員長) | 川本淳 (自治労委員長)   | 篠原明 (林野労組委員長）   | 柴山好憲 (国公連合委員長）         | -                       | 吉澤伸夫 (自治労) |
| 第17回総会 （2019年10月25日） | 岡島真砂樹 (日教組委員長) | 川本淳 (自治労委員長)   | 篠原明 (林野労組委員長）   | 柴山好憲 (国公連合委員長）         | -                       | 吉澤伸夫 (自治労) |
| 第18回総会 （2020年10月30日） | 清水秀行 (日教組委員長)   | 川本淳 (自治労委員長)   | 篠原明 (林野労組委員長）   | 武藤公明 (国公連合委員長）         | -                       | 吉澤伸夫 (自治労) |